# カドマット島
カドマット島（Kadmat Island）, は、インド領のラクシャドウィープ連邦直轄領に含まれるアミンディヴ諸島（Amindivi Islands）に属する島である。

## 地理
ラクシャドウィープの他の島と同様に珊瑚礁の岩礁により形成されている。中央がくぼんだ環礁の辺縁部にあり面積は3.2km2である。島は長さ8キロメートルの紡錘形をしている。カドマット村が島で唯一の居住地である。島の陸地は平均海水面から約2〜3mである。地表は、珊瑚や珊瑚が砕けたかけらや砂で覆われている。海岸は砂浜である。岩礁の幅は約50mである。カドマット島は、最も近いアミーニ島の北北東8km、ラクシャドウィープの主要地カバラティ島の北西67kmの位置にある。最も近くにある空港は南西に70km離れたアガッティ島にあり、インド本土のコーチ (インド)からの便がある。アガッティ島からカドマット島まではフェリーで2時間半かかる。本土からのフェリーの便はやはりコーチから出ており16時間（航行距離407キロメートル）を要する。島の見どころはガラスボートで珊瑚礁の海中を観察したり、近隣に出没するウミガメの観察である。このような自然や景観を保つためインド政府の環境森林省は、海洋自然保護地域に指定しており、島の動植物や自然環境を保護している。島の平均気温は、24.2〜34.4℃である。5 - 9月の雨期には平均1237ミリの降水量がある。1日の最大降水量の記録は、241.8ミリである。

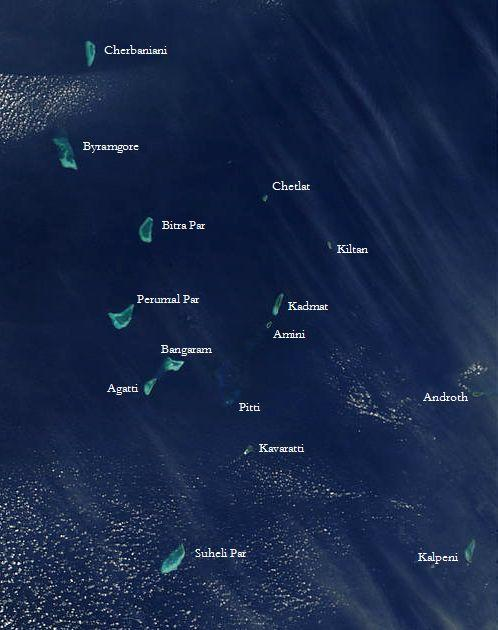
ラクシャドウィープの衛星写真

## 人口統計
2001年における島の人口調査によると5319人（2011年の推計人口は5404人）である。（男性2885人、女性2034人）人口密度は1705人/km2である。1991〜2001年の人口増加率は33.48％であった。

## ウミガメ生息地
この島にはウミガメの生息地がある。珊瑚礁はウミガメの回遊地となる。海草生育域はウミガメのエサ場となる。陸上のすみかはメスの産卵場所にもなる。

## 経済
漁業を除いた主な経済活動は、島の5％の耕作可能地による農業である。ココナッツのプランテーションと、それに関連したコイヤ繊維の生産は重要な産業である。水が豊富なのでピーナツ、トウモロコシ、サツマイモ、穀類、キビ、パパイヤ、バナナ、ワサビノキなどが生産される。

## 漁業
最も主要な産業である漁業は島の人々のライフラインである。漁は、海岸、潟、珊瑚礁などの沿岸で雨期に行われる。トロール網とポールラインを使ってマグロ漁を行う。木製の漁船を使って潟の中で次のような魚をとる。アジ、イカ、タコ、ペルカ、イワシ、エイ、カジキ、サメ、カツオ。

## 脅威
人工的な影響により、珊瑚礁が10％失われていること（1976年IUCNの評価）や気候変動による脅威にさらされている。島への出入りのために潟が浚渫されたり、浚渫した物質を潟内に放出することが、珊瑚の生態に影響をもたらしている。海岸の珊瑚をブロックや平板として生活資材に使用することが、海岸や砂浜の浸食という形で島の重大な土地形態学的の変化を起こすかもしれない。海水の温度上昇に伴って、珊瑚の種類が45から9に減っている。

## 観光
カドマット島は、カヤックやシュノーケリング、ガラスボートで海中を観察できる観光旅行ができる。この島は、インドの西の沿岸を横切る野生生物が見られ、インド人以外の観光客が訪れることが許された唯一の島である。ただ、一度に収容できる観光客は50人のみである。